# Harold Bloom
Harold Bloom  (n. 11 iulie 1930, New York City, New York, SUA – d. 14 octombrie 2019, New Haven, Connecticut, SUA) a fost un important teoretician literar american, critic, istoric literar, profesor Sterling la Universitatea Yale.
Harold Bloom a semnat două duzini de cărți de critică literară, câteva volume ce abordează teme religioase și un roman de ficțiune. De asemenea a editat sute de antologii literare și filosofice pentru Editura Chelsea House. 
Frank Kermode îl consideră pe Bloom a fi „probabil cel mai celebrat critic literar din Stale Unite". Iar criticul James Wood îl caracterizează drept „cel mai cunoscut bărbat al literelor americane”. Opera sa a fost tradusă în peste 40 de limbi.

## Publicații
- Canonul occidental (1994)